# Nové Dvory (Vysočina)
Nové Dvory (in tedesco Neuhof) è un comune ceco situato nel distretto di Žďár nad Sázavou, nella regione di Vysočina.